# São Miguel de Carreiras
São Miguel de Carreiras is een plaats (freguesia) in de Portugese gemeente Vila Verde en telt 623 inwoners (2001).

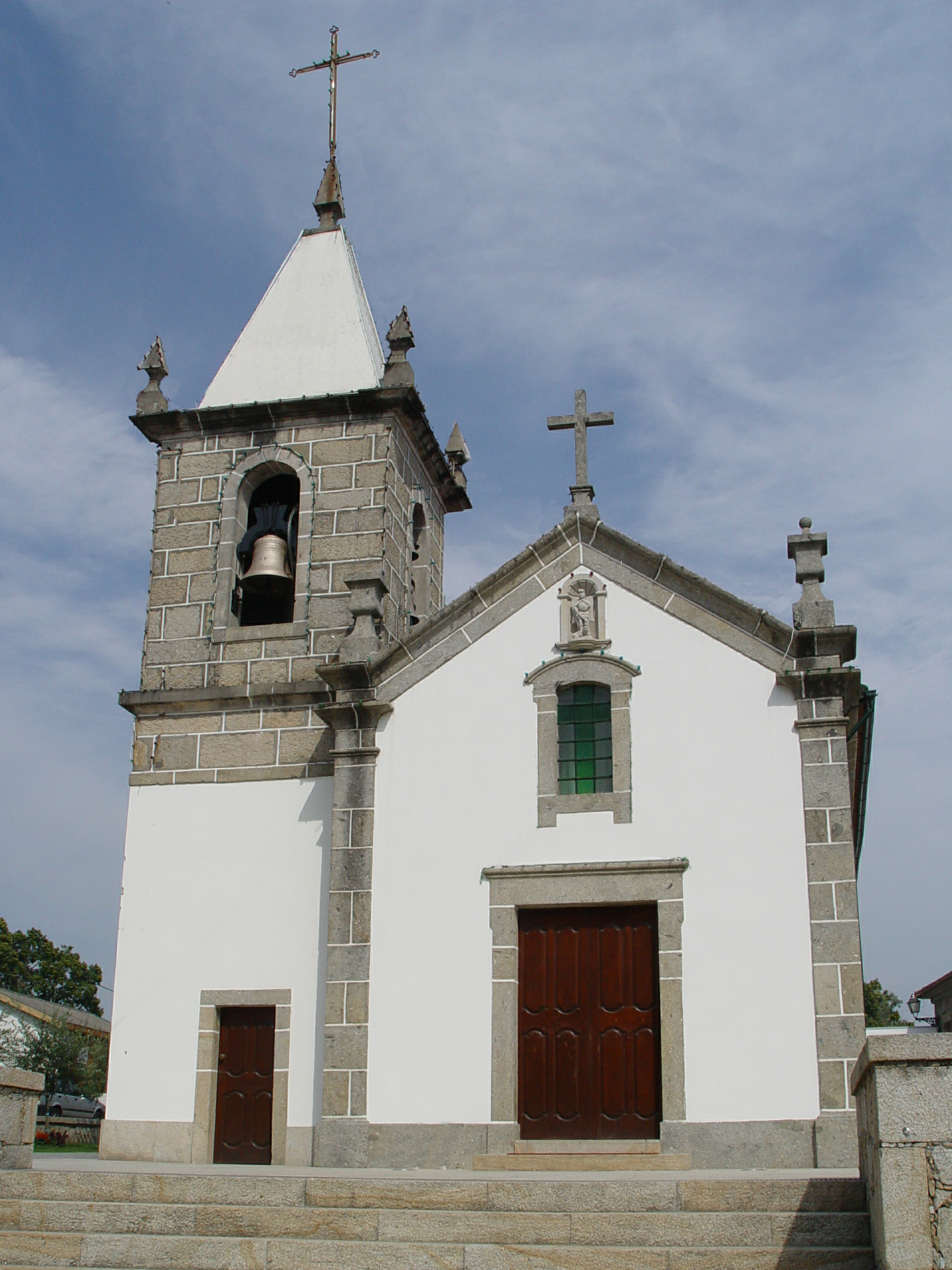
Kerk van São Miguel de Carreiras